# Tim Gautreaux
Timothy Martin Gautreaux (Morgan City, 1947) è uno scrittore statunitense.

## Biografia
Nato a Morgan City nel 1947, nel 1969 si è laureato in letteratura inglese alla Nicholls State University e successivamente ha conseguito un dottorato di ricerca all'Università della Carolina del Sud.
Ha esordito nella narrativa nel 1996 con la raccolta di racconti Same Place, Same Things e in seguito ha pubblicato 3 romanzi e altre 3 collezioni di novelle e suoi racconti sono apparsi sul New Yorker, The Atlantic e Literary Hub.
Esponente autorevole della letteratura americana sudista e cajun (sebbene non ami essere etichettato in tali categorie), ha insegnato scrittura creativa alla Southeastern Louisiana University per trent'anni.

## Opere

### Romanzi
- The Next Step in the Dance (1998)
- The Clearing (2002)
- Gli scomparsi (The Missing, 2009), Roma, Minimum fax, 2023 traduzione di Chiara Baffa ISBN 978-88-338-9442-3.

### Raccolte di racconti
- Same Place, Same Things (1996)
- Welding with Children (1999)
- Waiting for the Evening News (2010)
- Signals (2017)

## Premi e riconoscimenti

### Vincitore
Premio Dos Passos
- 2005[8]

### Finalista
Premio Edgar per il miglior romanzo
- 2010 con Gli scomparsi[9]